# Madeleine Ndongo Mbazoa
Madeleine Ndongo Mbazoa (née le 23 janvier 1973) est une athlète camerounaise.

## Biographie
Aux championnats d'Afrique d'athlétisme 1996 à Luanda, elle fait partie du relais 4 x 400 mètres camerounais remportant la médaille d'argent.
Elle est également championne du Cameroun du 400 mètres en 2002.

### Palmarès
| Date | Compétition            | Lieu    | Résultat | Épreuve   | Performance  |
| ---- | ---------------------- | ------- | -------- | --------- | ------------ |
| 1996 | Championnats d'Afrique | Yaoundé | 2e       | 4 x 400 m | 3 min 40 s 5 |

### Records
| Épreuve | Épreuve   | Performance | Lieu    | Date       |
| ------- | --------- | ----------- | ------- | ---------- |
| 400 m   | Plein air | 56 s 86     | Yaoundé | 8 mai 2004 |